# Scopula serrans
Scopula serrans är en fjärilsart som beskrevs av Louis Beethoven Prout 1935. Scopula serrans ingår i släktet Scopula och familjen mätare. Inga underarter finns listade.